# Boomerang (Regno Unito e Irlanda)
Boomerang è un canale televisivo britannico a pagamento, attivo 24 ore su 24, che trasmette principalmente serie animate classiche e moderne di Hanna-Barbera e Warner Bros. Animation. Il canale, lanciato il 27 maggio 2000 come spin-off di Cartoon Network e localizzazione della rete americana originale, è gestito da Warner Bros. Discovery EMEA.

## Storia
Boomerang è nato come blocco su Cartoon Network nel 1993. È stato lanciato come canale separato il 27 maggio 2000, trasmettendo dalle 6:00 alle 0:00 su Sky Digital e altri sistemi via cavo. Al momento della sua creazione, Cartoon Network aveva un palinsesto con un catalogo originale. Ciò ha portato alla creazione di Boomerang da parte di Turner Broadcasting System per trasmettere cartoni animati classici dall'archivio di programmi di Hanna-Barbera, MGM e Warner Bros. Ciò ha successivamente permesso alla sua rete gemella (Cartoon Network) di liberare molti dei suoi programmi classici dal suo palinsesto.
Nel maggio 2001, Boomerang divenne il secondo canale per bambini più ascoltato nel Regno Unito, superato solo dal suo canale gemello Cartoon Network. Nel luglio dello stesso anno, il canale fu aggiunto all'operatore via cavo Telewest, aumentando così il suo pubblico. James Greville, all'epoca a capo di Cartoon Network, dichiarò: "Il canale è stato lanciato appena un anno fa eppure ha già superato i canali per bambini affermati in termini di ascolti e share". A novembre, il canale venne reso disponibile sul servizio NTL. 
Boomerang ha ampliato il suo catalogo di vecchi cartoni animati all'inizio del 2003 acquisendo i diritti di altri spettacoli animati come Danger Mouse, Lo Show della Pantera Rosa e Garfield & Friends. 
Un canale timeshift di un'ora, Boomerang +1, è stato lanciato il 6 marzo 2006.
Il 16 febbraio 2015, Boomerang è stato rinnovato con il nuovo pacchetto grafico internazionale sviluppato dall'agenzia di grafica britannica Art&Graft. Il canale è passato al formato widescreen 16:9 il 1° giugno dello stesso anno. Pochi giorni dopo, il 24 giugno, è stato lanciato un feed ad alta definizione.
Il 3 settembre 2018, il canale ha nuovamente subito un restyling, rinnovando grafiche e bumper.
Il 18 novembre 2020, a seguito dell'uscita del Regno Unito dall'Unione europea, Boomerang e Cartoon Network sono stati divisi in due regioni dopo che la licenza di trasmissione riservata alla Repubblica d'Irlanda e a Malta è stata trasferita alla Repubblica Ceca, in conformità con la Direttiva UE sui servizi di media audiovisivi (AVMSD) e la legge sul mercato unico a seguito dell'uscita del Regno Unito dall'Unione Europea. Come il Regno Unito, la Repubblica Ceca ha una regolamentazione minima in materia di trasmissione ed è stata scelta ai fini delle licenze UE in quanto HBO di WarnerMedia aveva operazioni sostanziali nel paese. Dal punto di vista editoriale, il canale è ancora gestito dalla sede centrale EMEA di WarnerMedia a Londra.

## Palinsesto

### Palinsesto attuale
- Looney Tunes Cartoons
- The Looney Tunes Show
- New Looney Tunes
- Scooby-Doo and Guess Who?
- I misteri di Silvestro e Titti
- Tiny Toons Looniversity
- Tom & Jerry Tales
- The Tom & Jerry Show
- Tom & Jerry a New York
- Le nuove avventure di Scooby-Doo
- Grizzy e i lemming - Pelosi e dispettosi
- Moley
- Mr. Bean (serie animata)
- Mico e i FuFunghi
- Toad & Friends
- LEGO Ninjago: La rivolta dei draghi

## Blocco

### Cartoonito

Logo del blocco

Nel 2009 venne lanciato sul canale il blocco Cartoonito, dedicato ai programmi per bambini prescolari. Il blocco è terminato nel 2010.

## Loghi

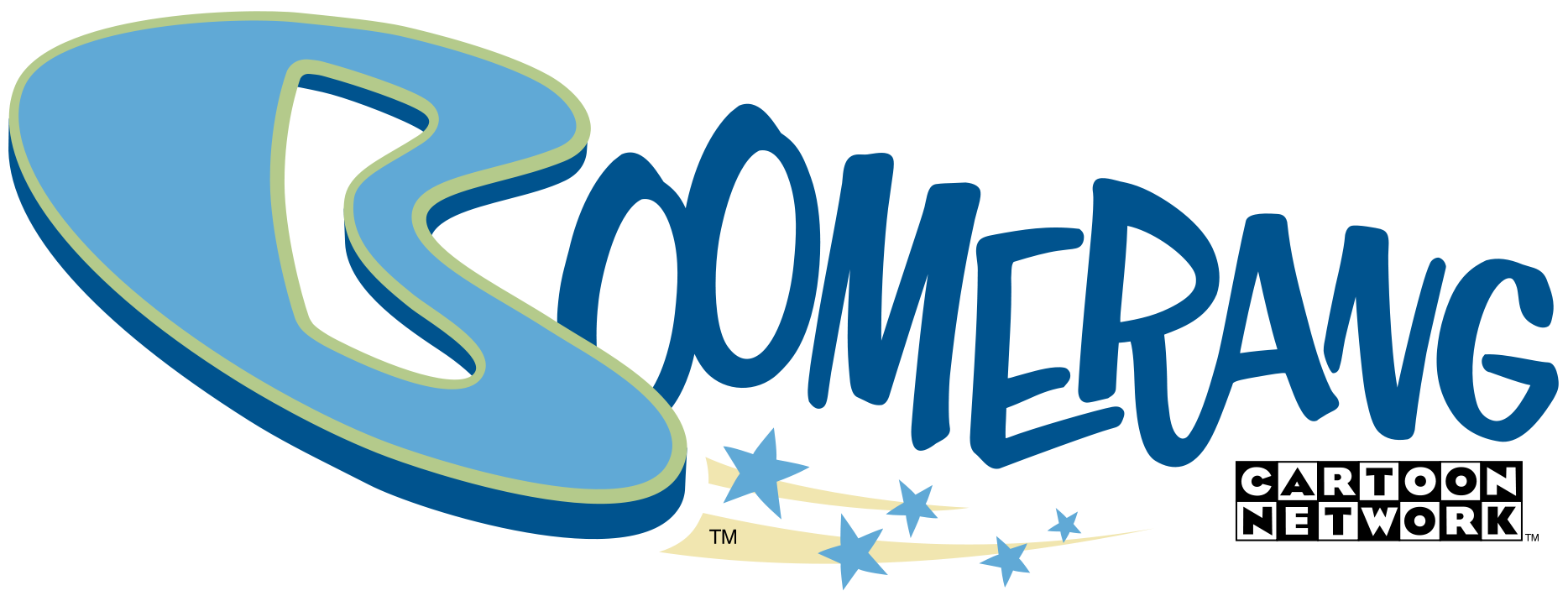
27 maggio 2000 - 13 settembre 2004
13 settembre 2004 - 1° febbraio 2012
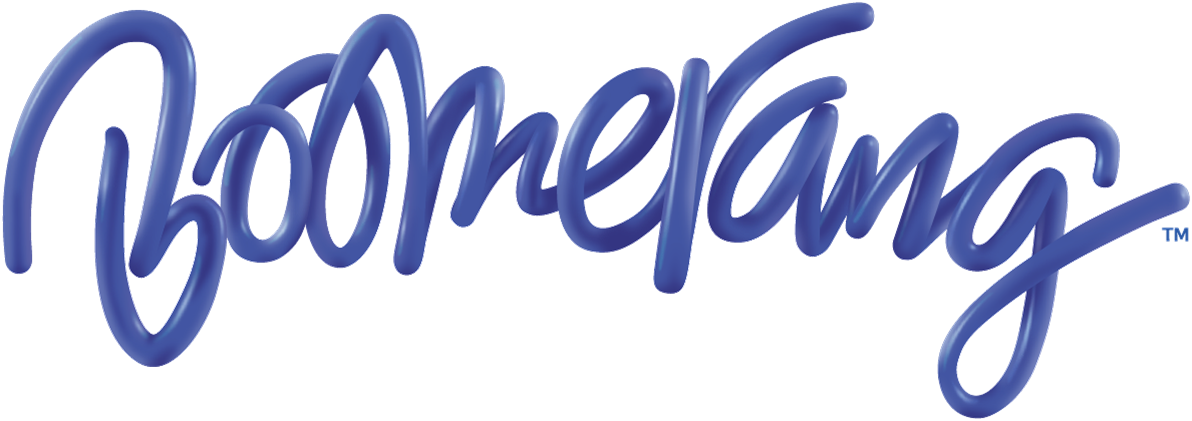
1° febbraio 2012 - 16 febbraio 2015
In uso dal 16 febbraio 2015